# Sinal de Chvostek
Sinal de Chvostek é um sinal médico que consiste na presença de espasmos dos músculos faciais em resposta à percussão do nervo facial na região zigomática.
É um dos sinais de tetania observados na hipocalcemia. Essa hipocalcemia pode ser causada por um hipoparatireoidismo, comum na tireoidectomia total ou parcial. A  paratireoide, pela atuação do hormônio PTH, é responsável por estimular a retirada de cálcio do osso e colocá-lo no sangue, assim como de promover a diminuição das concentrações de fósforo. Dessa forma, os sinais do hipoparatireoidismo serão relacionados à hipocalcemia e um dos meios que ajudam a diagnosticar é fazendo a percussão do nervo facial e , concomitantemente, verificar a ocorrência de espasmos (Sinal de Chvostek positivo). Outro meio de diagnóstico do  hipoparatireoidismo é o sinal de trousseau. 
Foi descrito pela primeira vez por František Chvostek, um médico austríaco, em 1876, e depois independentemente por Nathan Weiss em 1883.
Embora classicamente descrito na hipocalcemia, este sinal também pode ser encontrado na alcalose metabólica e Hipomagnesemia.
É importante ressaltar que cerca de 10% da população tem este sinal positivo sem a hipocalcemia.